# Rimbachzell
Rimbachzell település Franciaországban, Haut-Rhin megyében. Lakosainak száma 190 fő (2022. január 1.). Rimbachzell Soultz-Haut-Rhin, Rimbach-près-Guebwiller és Jungholtz községekkel határos.

## Népesség
A település népessége az elmúlt években az alábbi módon változott:
| Lakosok száma | 204  | 195  | 198  | 198  | 193  | 192  | 194  | 192  | 190  |
|               | 2013 | 2015 | 2016 | 2017 | 2018 | 2019 | 2020 | 2021 | 2022 |